# Fome Zero

Logo des Programms Fome Zero

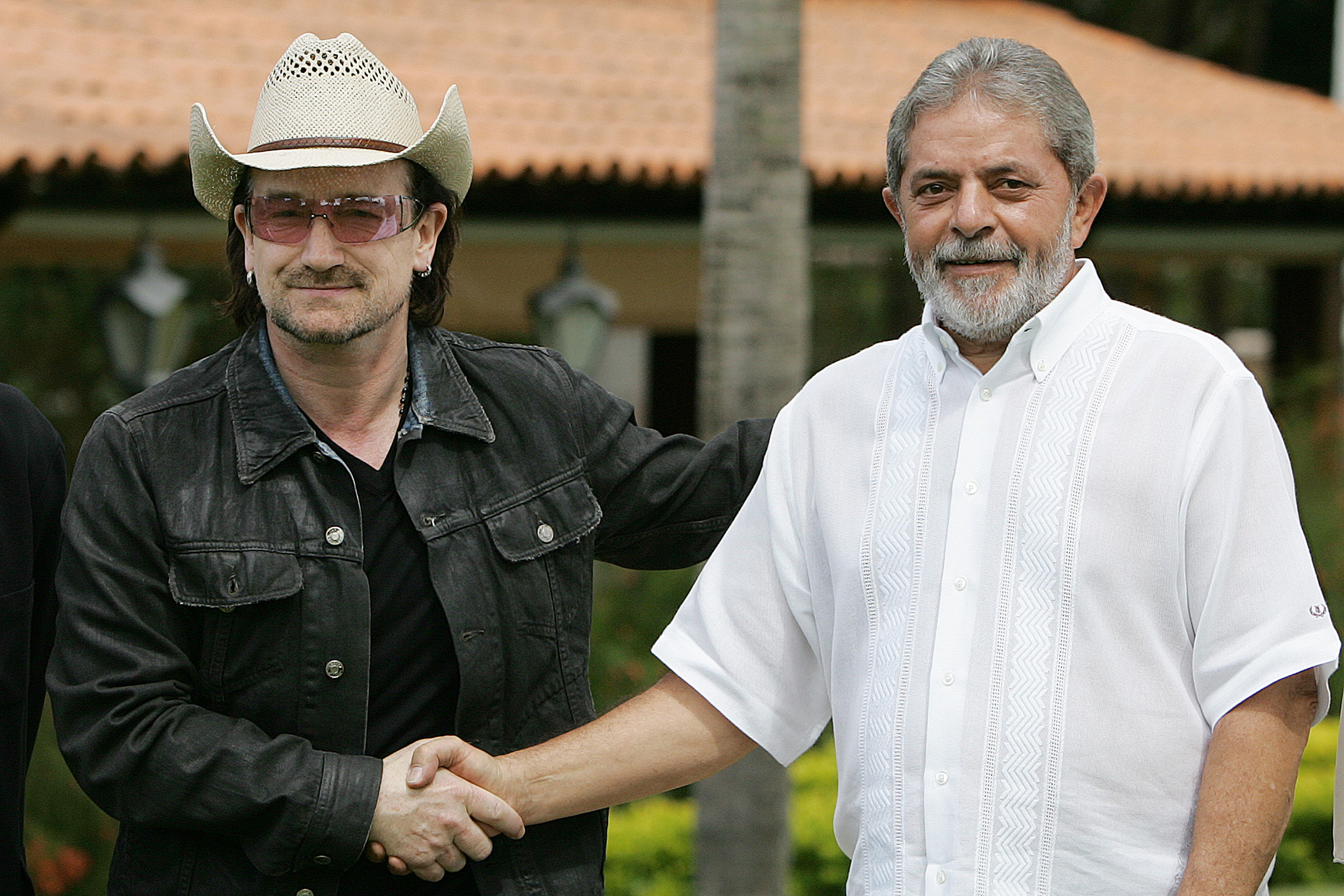
Bono mit Lula da Silva im Februar 2006 bei einem Gespräch über die Bekämpfung von Hunger und Armut. Bono spendete eine Gitarre für Fome Zero

Fome Zero (Null Hunger) ist ein Programm der brasilianischen Regierung, um Hunger und extreme Armut in Brasilien zu bekämpfen. Eingeführt wurde es im Jahr 2003 vom Präsidenten Luiz Inácio Lula da Silva. Nach Angaben der Website des Programms, sind in Brasilien 44 Millionen Menschen vom Hunger bedroht.

## Inhalte des Programms
Fome Zero geht auf eine Idee des Soziologen Herbert José de Sousa (auch bekannt als Betinho) zurück und wurde anlässlich des Welternährungstags am 16. Oktober 2001 durch das Instituto Cidadania, eine NGO unter der damaligen Leitung von Lula da Silva, initialisiert. Eine breite Basis von Organisationen aus Wissenschaft und Politik beteiligte sich an der Projektplanung.
Das Programm wird koordiniert vom Ministério do Desenvolvimento Social e Combate à Fome (Ministerium für Soziale Entwicklung und den Kampf gegen den Hunger) unter Sonderminister José Graziano da Silva und besteht darin, Familien zu registrieren, in denen Mangelernährung, Arbeitslosigkeit oder andere Faktoren, die zu Hunger führen, bestehen, um diese Familien mit Lebensmitteln und Lebensmittelgutscheinen zu versorgen. Andere Strategien sind z. B. die Einführung von niedrigpreisigen Restaurants (Volksküchen) und die Unterstützung einer nachhaltigen Landwirtschaft.
Fome Zero ist die größte Initiative der brasilianischen Regierung zur Hungerbekämpfung in der Geschichte des Landes, aber ähnliche Programme wurden bereits unter der Vorgängerregierung unter Fernando Henrique Cardoso gestartet.

## Kritik
David de Ferranti, Repräsentant der Internationalen Bank für Wiederaufbau und Entwicklung für Lateinamerika und die Karibik, kritisierte 2003 das Fehlen von klaren Zielvorgaben. Das Programm bekämpfe außerdem nicht die Ursachen des Hungers, nämlich Armut und Einkommensungerechtigkeit. Auch das System der Mittelvergabe und Lebensmittelverteilung wurde von ihm kritisiert.
Fome Zero wurde außerdem von den brasilianischen Oppositionsparteien (hauptsächlich von dem Partido da Social Democracia Brasileira und dem Partido da Frente Liberal) als Fehlschlag bezeichnet. Die Regierung sei nicht in der Lage gewesen, das Programm zu koordinieren.